# Požár budovy Mjódžó 56
K požáru budovy Mjódžó 56 (japonsky 明星56ビル火災, Mjódžó 56 biru kasai) došlo 1. září 2001 v ranních hodinách v oblasti Kabukičó, která se nachází ve čtvrti Šindžuku v Tokiu.
Požár se podařilo uhasit pět hodin po jeho vypuknutí. Zemřelo během něho 44 lidí a další 3 byli zraněni. Jedná se o pátý nejsmrtelnější požár v poválečné historii Japonska. Po útoku se začala média zaměřovat na zatčení a odsouzení vlastníků pozemku z nedbalosti. Informovala i o možných vazbách na organizovaný zločin. Původně se také domnívalo, že požár vznikl v důsledku žhářství. Nebyl však zatčen žádný podezřelý.
Budova byla kompletně srovnána se zemí v květnu 2006.